# フリードリヒ・アダム・ユリウス・フォン・ヴァンゲンハイム

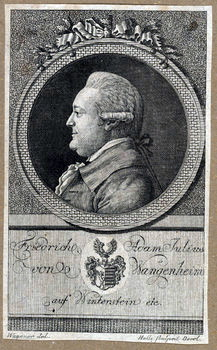
フリードリヒ・アダム・ユリウス・フォン・ヴァンゲンハイム

フリードリヒ・アダム・ユリウス・フォン・ヴァンゲンハイム（ドイツ語: Friedrich Adam Julius von Wangenheim、1749年2月8日 - 1800年3月25日）は、ドイツの軍人、樹木を専門とする植物学者である。北アメリカの植物についての記載を行った。

## 略歴
テューリンゲン州のゾンネボルンで生まれた。ヴァルタースハウゼンで学んだ後、1766年にコーブルク公国の士官となった。その後プロイセン王国の軍人となった。1777年にアメリカ独立戦争にイギリス軍側に参加したヘッセン＝カッセル方伯の軍人としてアメリカに渡った。ニューヨークやペンシルヴァニアで軽騎兵部隊を指揮して活躍した。1778年までアメリカで従軍しブランディワインの戦いなどに参加し、帰国後、ヘッセン＝カッセル公国から十字章を受勲した。
北アメリカに滞在中の余暇に13の入植地でアメリカの自然史、特に草木類を研究した。ドイツに輸入するのが望ましい草木の提言を行った。ベルリン・アカデミーにアメリカの樹木のいくつかをドイツに移植することの大きな利益が得られることを示す論文を発表した。アカデミーのご要望で、東プロイセンのグンビンネンの河川、森林局長として派遣され、多くのアメリカ原産の樹木の大規模な栽培の実験を行った。

## 著作
- Beschreibung einiger Arten von Bäumen die in Nordamerika wachsen, mit Bezug auf ihren Gebrauch in den deutschen Wäldern, nach den Beobachtungen in den nordamerikanischen Provinzen von 1778-1783 (Description of some species of trees that grow in North America with regard to their use in German forests, based on observations in the North American colonies 1778-1783; Göttingen, 1781)
- Supplement zur Wälder-Kultur-Wissenschaft, mit Anwendung auf die Umpflanzung der Baumarten die in Nordamerika wachsen (Addendum to forestry science with application to the transplantation of North American tree species; 1787)
- Beschreibung der verschiedenen Holzarten die in Nordamerika wachsen (Description of various species of trees that grow in North America; 1788)
- Betrachtungen über die Tannen von Preussisch-Litthauen (Observations on firs of Prussian Lithuania; 1789)
- Betrachtungen über die Weichhölzer die in Nordamerika wachsen (Observations on softwoods that grow in North America; 1795)
- Berlin Academy of Sciences のTransactionsにも記事を書いた。